# Cyclopropanetrione
La cyclopropanetrione aussi appelée trioxocyclopropane est un composé organique très peu connu de formule C3O3 ou (-(C=O)-)3 et consiste en la triple cétone du cyclopropane. C'est aussi un oxyde de carbone, le trimère du monoxyde de carbone.
Cependant, ce composé semblait être thermodynamiquement instable. En 2010, il n'a pas encore été synthétisé en quantité significative mais a une existence transitoire, détectée par spectrométrie de masse.

## Composés apparentés
La cyclopropanetrione peut être vue contre l'équivalent neutre de l'anion deltate, C3O32− qui est stable et est connu depuis au moins 1976,.
Le composé hexahydroxycyclopropane ou cyclopropane-1,1,2,2,3,3-hexol, (-C(OH)2-)3, peut être mentionné dans la littérature comme «hydrate de trioxocyclopropane».